# Skäcknålmal
Skäcknålmal, Dichomeris alacella, är en fjärilsart som först beskrevs av Philipp Christoph Zeller 1839.  Enligt Dyntaxa ingår Skäcknålmal i släktet Dichomeris men enligt Catalogue of Life är tillhörigheten istället släktet Acanthophila. Enligt båda källorna tillhör Skäcknålmal familjen stävmalar, Gelechiidae. Arten är reproducerande och har livskraftiga (LC) populationer i både Sverige och i Finland.  Inga underarter finns listade i Catalogue of Life.

## Bildgalleri

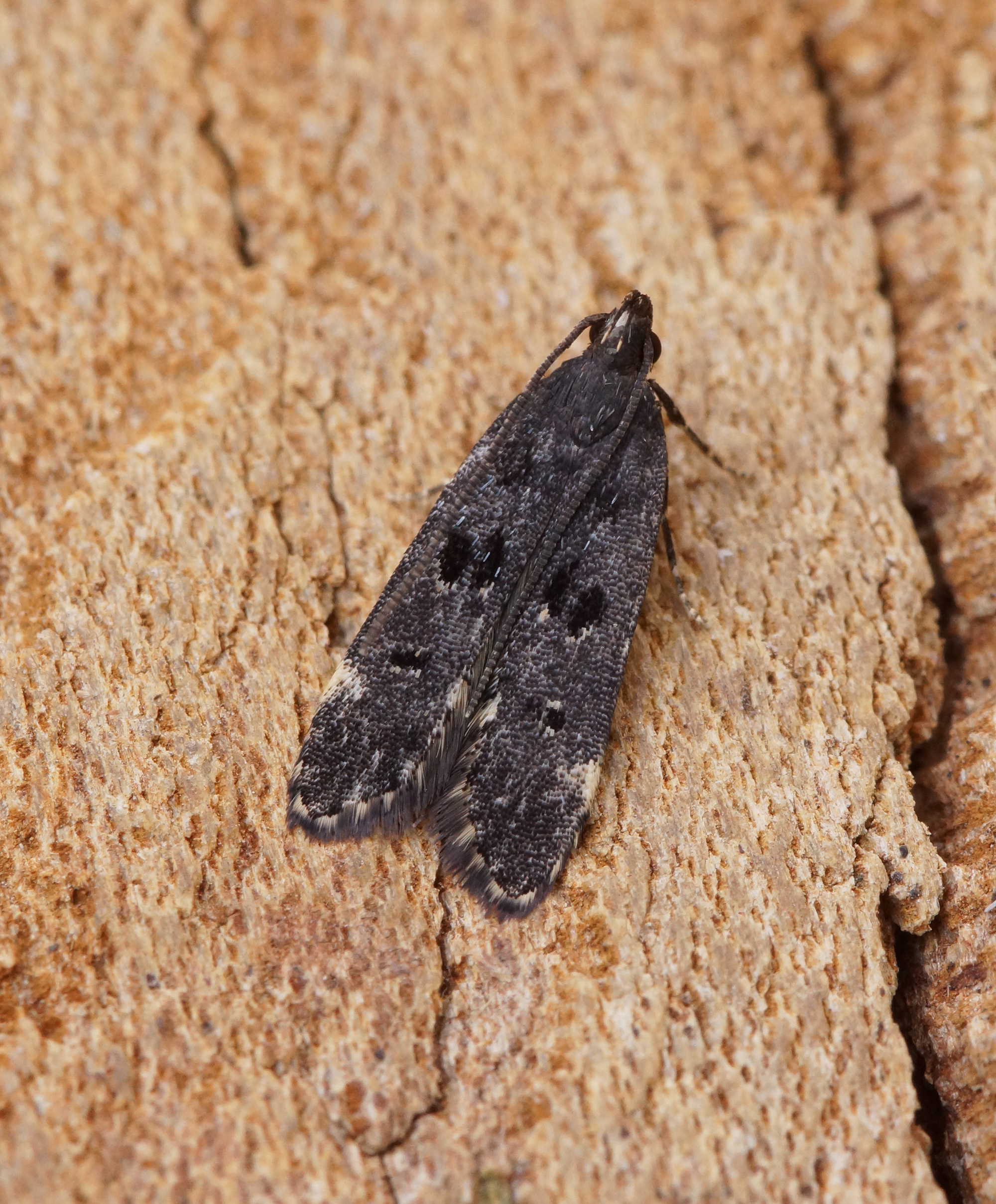
Imago fjäril
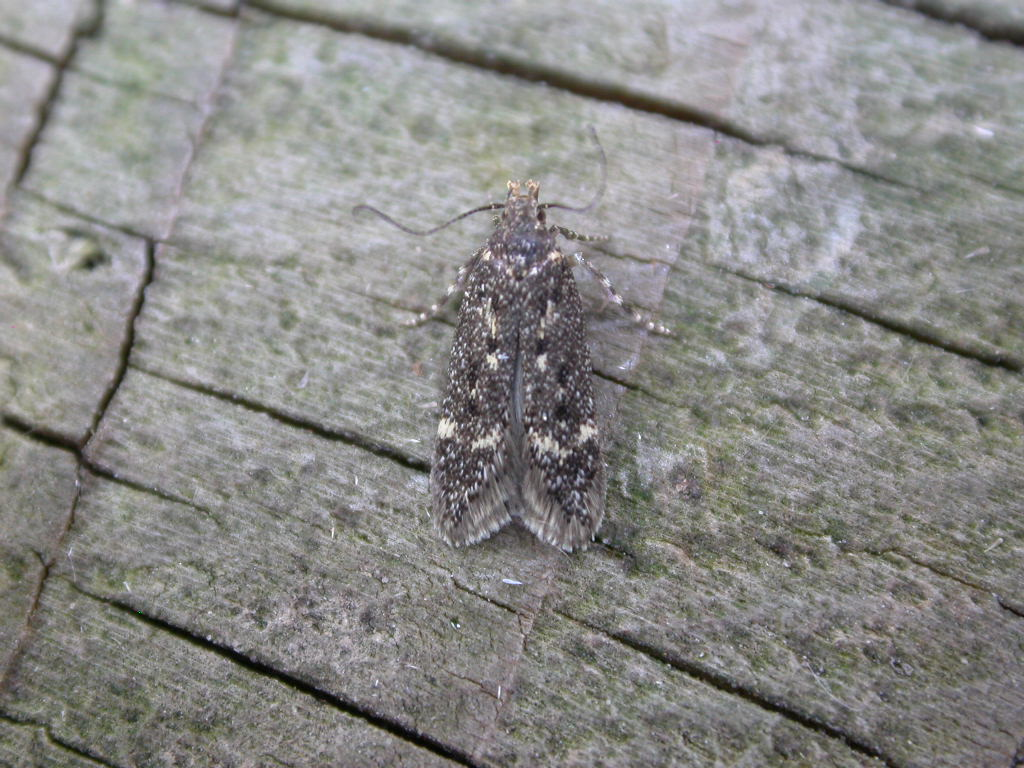
Imago fjäril
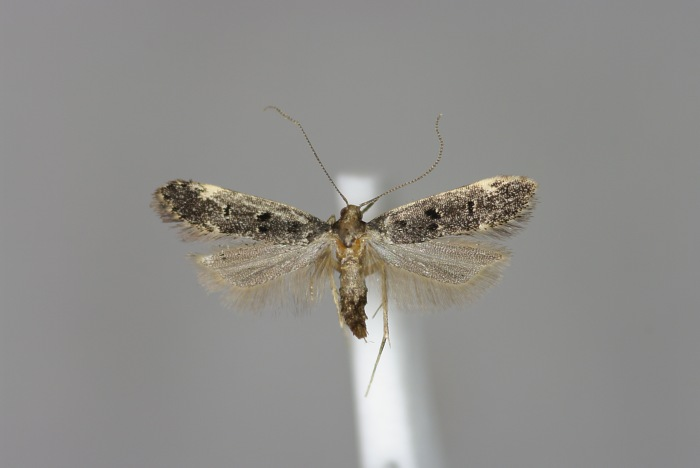
Preparerad (uppnålad) imago fjäril.